# Clematis gialaiensis
Clematis gialaiensis är en ranunkelväxtart som beskrevs av V.P. Serov. Clematis gialaiensis ingår i släktet klematisar, och familjen ranunkelväxter. Inga underarter finns listade i Catalogue of Life.